# برای سرگرمی (فیلم ۱۹۷۵)
برای سرگرمی (به هندی: Khel Khel Mein) فیلمی محصول سال ۱۹۷۵ و به کارگردانی راوی تاندون است. در این فیلم بازیگرانی همچون ریشی کاپور، نیتو سینگ، راکیش روشن، آریونا ایرانی، ساتین کاپو، افتخار و لالیتا پاوار ایفای نقش کرده‌اند.